# (8595) Dougallii
(8595) Dougallii (3233 T-1) – planetoida z grupy pasa głównego asteroid okrążająca Słońce w ciągu 4,57 lat w średniej odległości 2,75 au. Odkryta 26 marca 1971 roku.